# Конвой Хальмахера – Манокварі (15.01.44 – 20.01.44)
Конвой Хальмахера — Манокварі (15.01.44 — 20.01.44) — японський конвой часів Другої світової війни, проведення якого відбувалось у січні 1944-го. Відомості про операцію також згадують її як «Конвой № 14».
Вихідним пунктом конвою була затока Кау на острові Хальмахера (північна частина Молуккського архіпелагу), який відігравав важливу роль у постачанні японських сил на заході Нової Гвінеї. Пунктом призначення став Манокварі (північно-східний кут півострова Чендравасіх), де ще в квітні 1942-го японці створили свою базу.
До складу конвою увійшли транспорти «Нанка-Мару», «Тайсоку-Мару» та «Сінсей-Мару № 17» (Shinsei Maru No. 17), тоді як охорону забезпечував мінний загороджувач «Вакатака».
Конвой вийшов з порту 15 січня 1944-го. 17 січня «Нанка-Мару» відокремився та зайшов до Соронгу (північно-західний кут півострова Чендравасіх), де був тієї ж доби пошкоджений унаслідок повітряної атаки та вимушений розпочати ремонт.
Вночі 19 січня 1944-го інші кораблі загону досягнули Манокварі, а вже за три години рушили назад. Є відомості, що 20 січня щонайменше «Вакатака» та "Тайсоку-Мару" досягнули острова Хальмахера.
«Нанка-Мару» спробував повернутись з Соронгу разом з іншим конвоєм наприкінці місяця, проте був потоплений.